# VZ Девы
VZ Девы (лат. VZ Virginis) — одиночная переменная звезда в созвездии Девы на расстоянии приблизительно 6593 световых лет (около 2022 парсек) от Солнца. Фотографическая звёздная величина звезды — от +12,8m до +12,2m.
Открыта Сергеем Ивановичем Белявским в 1927 году*.

## Характеристики
VZ Девы — бело-голубая пульсирующая переменная звезда типа RR Лиры (RRC) спектрального класса B8hb. Эффективная температура — около 8009 K.